# Bajo el azul de tu misterio
Bajo el Azul de tu Misterio es el segundo álbum de estudio y único álbum en vivo de la banda de rock mexicana Jaguares. Se trata de un disco doble, el primer disco está conformado por presentaciones en vivo de la segunda gira de Jaguares con un repertorio esencialmente perteneciente a Caifanes y algunos temas de Jaguares, mientras que el segundo disco es un álbum de estudio.
Fiel a su idea original, Saúl Hernández alteró casi en su totalidad la formación que lo acompañaría, quedando de los primeros solamente Alfonso André. Para la nueva edición Hernández invitó a Sabo Romo, César López (Vampiro) y Jarris Margalli.
El disco en vivo se realizó a partir de grabaciones hechas en la Ciudad de México y en Santa Ana, California durante marzo y abril de 1998. 
El álbum en estudio roza lo conceptual en el sentido que los temas tienen gran coherencia interna por estar relacionados con un periodo especial en la vida de Saúl Hernández que él mismo calificó como «un tributo al milagro de la vida».[cita requerida] El periodo creativo coincidió con la lucha de Saúl Hernández contra el cáncer en las cuerdas vocales y con el primer embarazo de su  primera esposa (su  hija Zoey Marina nacería en la CDMX el 15 de noviembre de 1999). Los dos sencillos de este álbum fueron «Fin» y «Tú».

## Lista de temas
Todas las canciones escritas y compuestas por Saúl Hernández. 
| Disco uno (en vivo) |                                       |          |  |
| N.º                 | Título                                | Duración |  |
| 1.                  | «Dime Jaguar»                         | 5:15     |  |
| 2.                  | «Cuéntame tu vida»                    | 5:16     |  |
| 3.                  | «Las ratas no tienen alas»            | 7:46     |  |
| 4.                  | «Ayer me dijo un ave»                 | 4:53     |  |
| 5.                  | «La célula que explota»               | 3:52     |  |
| 6.                  | «No dejes que...»                     | 5:23     |  |
| 7.                  | «Quisiera ser alcohol»                | 5:47     |  |
| 8.                  | «De noche todos los gatos son pardos» | 7:50     |  |
| 9.                  | «El milagro»                          | 4:10     |  |
| 10.                 | «Nos vamos juntos»                    | 5:30     |  |
| 11.                 | «Amárrate a una escoba y vuela lejos» | 4:37     |  |

| Disco dos (en estudio) |                |          |  |
| N.º                    | Título         | Duración |  |
| 1.                     | «Hoy»          | 5:22     |  |
| 2.                     | «Fin»          | 4:27     |  |
| 3.                     | «Tú»           | 4:23     |  |
| 4.                     | «Sangre»       | 5:20     |  |
| 5.                     | «Parpadea»     | 3:56     |  |
| 6.                     | «Derrítete»    | 4:46     |  |
| 7.                     | «Mantarraya»   | 5:55     |  |
| 8.                     | «Tu reino»     | 4:48     |  |
| 9.                     | «Adiós»        | 5:13     |  |
| 10.                    | «No me culpes» | 3:58     |  |

## Personal

#### Banda
- Saúl Hernández – voz y guitarra
- Alfonso André – batería y coros
- Sabo Romo –  bajo
- César López – guitarra líder y rítmica
- Jarris Margalli – guitarra rítmica y líder

#### Otros
- Greg Ladanyi - Productor / Ingeniero de Grabación
- CJ Vanston - Teclados